# مریک (نیویورک)
مریک (به انگلیسی: Merrick) یک منطقهٔ مسکونی در ایالات متحده آمریکا است که در شهرستان نساو، نیویورک واقع شده‌است. مریک ۱۳٫۵ کیلومتر مربع مساحت و ۲۲٬۰۹۷ نفر جمعیت دارد و ۴ متر بالاتر از سطح دریا واقع شده‌است.